# Campersche Ebene

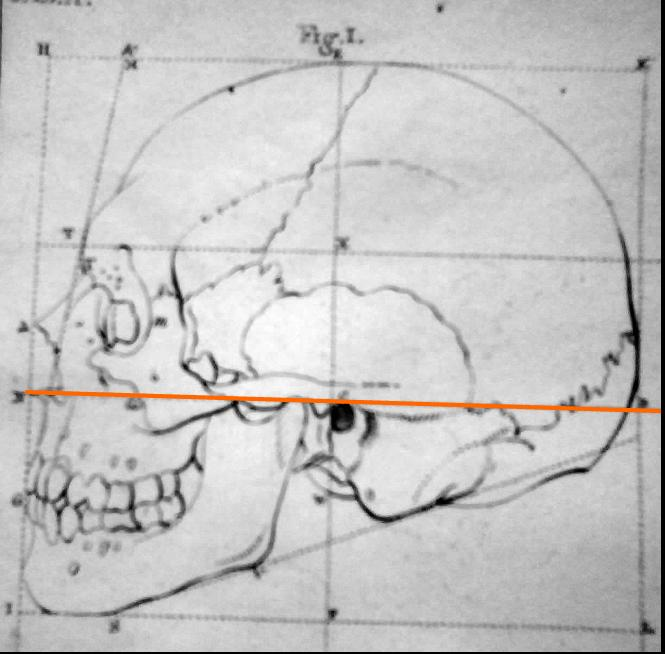
Abbildung der Camperschen Ebene basierend auf einem Kupferstich aus Peter Campers Werk Über den natürlichen Unterschied der Gesichtszüge in Menschen verschiedener Gegenden und verschiedenen Alters von 1792. Die Campersche Ebene ist orange hervorgehoben.

Die Campersche Ebene ist eine am Schädel definierte Bezugsebene. Sie verläuft von der Spina nasalis anterior zum Oberrand des äußeren knöchernen Gehörgangs (Porus acusticus externus). Benannt wurde die Ebene nach dem niederländischen Mediziner Peter Camper (1722–1789), der die Ebene zusammen mit einer Gesichtslinie zur Bildung eines Gesichtswinkels nutzte, um kraniometrisch Form und Variationen des Gesichtsschädels zu beschreiben.

„Bei allen diesen Zeichnungen habe ich eine große Genauigkeit und Nettigkeit angewendet. Ich zog nämlich eine Horizontallinie längs dem unteren Theile der Nase und dem Gehörgang.“

Die Campersche Ebene schließt mit der Frankfurter Horizontalen einen Winkel von etwa 10° bis 15° ein und wurde lange Zeit als parallel zur Okklusionsebene angesehen.
In der Zahnmedizin werden Mittelwertartikulatoren so konstruiert, dass Campersche Ebene und Kauebene parallel zur Tischplatte ausgerichtet sind.
Neuere Untersuchungen zeigen, dass die Campersche Ebene mit der Okklusionsebene einen kleinen, nach dorsal offenen Winkel von ca. 8° bildet (−7,84° bei einer Streuung von 5,57°).